# جيمس د. لونش
جيمس د. لونش (بالإنجليزية: James D. Lynch)‏ هو سياسي أمريكي، ولد في 1839 في بالتيمور في الولايات المتحدة، وتوفي في 1872. حزبياً، نشط في الحزب الجمهوري.